# Oczeretianka (hromada Puliny)
Oczeretianka (ukr. Очеретянка) – wieś na Ukrainie, w obwodzie żytomierskim, w rejonie żytomierskim, w hromadzie Puliny. W 2001 liczyła 828 mieszkańców, spośród których 814 wskazało jako ojczysty język ukraiński, 8 rosyjski, 2 białoruski, 1 niemiecki, a 1 inny.